# Andrés Iniesta
Andrés Iniesta (* 11. května 1984 Fuentealbilla) je bývalý španělský profesionální reprezentační fotbalista, který hrál na pozici středního záložníka. Většinu kariéry nastupoval za klub FC Barcelona a je odchovancem její proslulé mládežnické akademie La Masia. Napříč kariérou odehrál přes 1000 soutěžních utkání.
Iniesta byl po mnoho let oporou záložních řad úspěšné španělské reprezentace a obdobně úspěšné Barcelony, jež po dobu Iniestovy kariéry dominovala klubovému fotbalu. Společně s Xavim a Sergiem Busquetsem utvořili v obou týmech jednu z nejlepších záloh ve fotbalové historii. I Iniesta je tak vnímaný jako jeden z nejlepších fotbalistů své generace a jeden z nejlepších záložníků.
Španělsko reprezentoval již na mládežnické úrovni a počínaje rokem 2006 až do roku 2018 na úrovni seniorské. Odehrál 131 utkání, v nichž vstřelil 14 branek, historicky je tak pátým nejvytíženějším hráčem La Roja. Na závěrečném turnaji si poprvé zahrál v roce 2006 na Mistrovství světa v Německu. Při dalším mistrovství světa pořádaném Jihoafrickou republikou v roce 2010 dal Iniesta ve finále s Nizozemskem jediný gól zápasu a Španělé se tak stali poprvé mistry světa. Světového mistrovství se účastnil ještě dvakrát – v roce 2014 v Brazílii a v roce 2018 v Rusku. Třikrát se zúčastnil Mistrovství Evropy – v letech 2008, 2012 a 2016.
Za Barcelonu odehrál v letech 2002 až 2018 více než 750 soutěžních utkání a v jejím dresu vybojoval 35 významných trofejí. Patřil ke klíčovým postavám, když katalánské mužstvo pod trenérem Pepem Guardiolou fotbalovou filosofii tiki-taka vybojovalo v sezóně 2008/09 jako první španělský celek treble – triumf v La Lize, národním poháru Copa del Rey a Lize mistrů UEFA. Tentýž úspěch byl zopakován i v sezóně 2014/15 pod Luisem Enriquem.
Po konci v Barceloně zamířil na pět let do japonského klubu Vissel Kóbe, poté ještě strávil rok ve Spojených arabských emirátech v klubu Emirates Club. V říjnu 2024 oznámil konec hráčské kariéry.

## Klubová kariéra
Iniesta prošel La Másiou, barcelonskou mládežnickou akademií, a udělal dojem už v raném věku. Postupoval mládežnickými týmy až jej 5. února 2001 poprvé trenér Serra Ferrer přizval na trénink A-mužstva. V roce 2002 odehrál jako osmnáctiletý svůj debutový zápas za první tým. Stalo se tak 29. října proti Club Brugge ve skupinovém zápase Ligy mistrů UEFA. Do sestavy jej vměstnal trenér Louis van Gaal, který toho dne vložil důvěru i do dalších nováčků. Iniesta odehrál plnou minutáž při venkovní výhře 1:0 a byl blízko vstřelení gólu – trefil však brankovou konstrukci. Utkání na půdě Mallorcy 21. prosince 2002 bylo jeho premiérou ve španělské La Lize. Katalánci zvítězili 4:0 a Iniesta odehrál hodinu, než ho van Gaal vystřídal. Představil se hned v dalším ligovém utkání na Camp Nou proti Recreativo Huelva 5. ledna a při výhře 3:0 si připsal asistenci na gólu Fábia Rochembacka.
Iniesta byl přítomen u pohárové porážky 0:1 s Levante 8. ledna 2004. Trenér Frank Rijkaard jej postavil do domácí odvety hrané 14. ledna a záložník se odvděčil gólem po třech minutách, což vedlo k výhře 3:1 a postupu do čtvrtfinále v Copa del Rey. Postupem času se prosazoval a 10. dubna 2004 vstřelil svůj první gól, když jako střídající zvýšil vedení na 3:1 na půdě Valladolidu. Celkově v sezóně odehrál 17 utkání a góly vstřelil dva. Za tým však začal pravidelně nastupovat až v sezóně 2004/05, kdy absolvoval 37 utkání La Ligy a pomohl získal mistrovský titul. Na začátku sezóny 2005/06 jej konkurence odstavila do role náhradníka, v zimě však pronikl do základní jedenáctky a zastoupil tak zraněného Xaviho. Konkurencí mu byli mimo jiné Mark van Bommel, Thiago Motta nebo Gabri. Iniesta sehrál důležitou roli v dubnovém semifinálovém dvojutkání Ligy mistrů proti AC Milán, finalistovi z předchozího roku. Finále hrané 17. května 2006 na stadionu Stade de France s Arsenalem zahájil na lavičce. Zranění Edmílsona Iniestovi otevřelo možnost nastoupit do druhého poločasu, byl tak přítomen u výhry 2:1.
Na začátku sezóny 2008/09 byl jmenován čtvrtým kapitánem týmu po Carlesi Puyolovi, Xavim a Víctoru Valdésovi. V listopadu a prosinci nebyl kvůli zranění pravého stehenního svalu k dispozici. I bez něj se Katalánci dostali do čela tabulky. V jeho nepřítomnosti prohrála Barcelona poprvé po 23 utkáních, a to v únorovém derby proti městskému rivalovi Espanyolu.
Zahrál si ve čtvrtfinále proti Bayernu Mnichov 8. dubna, který Barcelona po výsledku 4:0 přehrála. Ve španělské lize mezitím pomohl 2. května přehrát Real Madrid v El Clásicu výsledkem 6:2 na jeho půdě a přiblížit tak katalánský klub k prvnímu titulu od roku 2006 na úkor právě poraženého rivala. Před zbývajícími čtyřmi ligovými zápasy držel tým náskok sedmi bodů. Byl hlavní postavou dramatické semifinálové odvety s minuloročním finalistou Chelsea hrané 6. května na Stamford Bridge v Londýně. Za stavu 1:0 pro soupeře vstřelil z hranice velkého vápna v nastaveném čase vyrovnávací gól na 1:1, jenž díky pravidlu venkovních gólů posunul Barcelonu do finále.
Alex Ferguson, trenér barcelonského finálového soupeře, označil Iniestu za největší hrozbu. „Je fantastický. Díky němu tým funguje. Jak jeho přihrávky nachází spoluhráče, jeho pohyb a schopnost vytvářet si prostor, je neuvěřitelný. Je pro Barcelonu nesmírně důležitý.“ Jestli bude finále hrát, nebylo zcela jisté – po zápase proti Villarrealu se necítil plně fit. Finále proti trofej obhajujícímu Manchesteru United se hrálo 27. května na římském Stadio Olimpico. Již po deseti minutách se Iniesta uvolnil mezi Andersonem a Michaelem Carrickem a nalezl přihrávkou Samuela Eto'a, který poslal Barcelonu do vedení. Barça zvítězila 2:0 a získala treble. David Pleat ve své analýze pro britský The Guardian napsal: „Umění záložníků Iniesty a Xaviho za podpory Messiho bylo nakonec rozhodujícím faktorem.“ Útočník United Wayne Rooney jej označil za nejlepšího hráče na světě.
Na konci roku skončil pátý za svými spoluhráči Xavim a vítězným Lionelem Messim v anketě Fotbalista roku podle FIFA. V anketě Zlatý míč skončil za rok 2009 čtvrtý, znovu za Xavim a vítězným Messim.
Svalové problémy jej připravily o předsezónní přípravu a též o Konfederační pohár FIFA 2009. Kromě zranění jej sužovaly deprese, poté co v srpnu zemřel jeho blízký přítel, fotbalista Dani Jarque. Iniesta nebyl s to dokončit některé tréninky, pro což měl ovšem trenér Pep Guardiola pochopení. Barcelona zvládla domácí i evropský superpohár i bez něho a těšila se z prvních trofejí nové sezóny. V listopadu prodloužil smlouvu do roku 2015 s výkupní klauzulí zvýšenou na 200 milionů eur. V prosinci se zúčastnil Mistrovství světa klubů FIFA 2009, kam Barcelona zamířila jako šampion z Evropy. Finále zameškal kvůli zranění přivozeném v semifinále proti mexickému Atlante. Vítězstvím nad Estudiantes byl završen zisk „sextuple“ – do té doby nedosažený rekord šesti trofejí za jeden rok. Byl u toho, když si tým 14. února 2010 v utkání s Atléticem Madrid připsal první prohru (1:2) v ligové sezóně. Vracející se zranění mu znemožnila ovlivnit průběh dubnového semifinále Ligy mistrů proti Interu Milán, ve kterém byla Barcelona vyřazena. O titulu se rozhodovalo do posledního 38. kola, kdy Barcelona 16. května přivítila Real Valladolid, vyhrála 4:0 a se ziskem rekordních 99 bodů obhájila, neboť výhru potřebující Real Madrid remizoval.
Úvod ligy rozehrála Barcelona zdařile, ve třetí minutě vstřelil gól Messi po Iniestově přihrávce a ten pak sám vedení zvyšoval. Dne 29. srpna 2010 se tak zrodila výhra 3:1 proti Santanderu. Za vítězný gól ve finále mistrovství světa se od některých fanoušků dočkal potlesku ve stoje, například 19. září při venkovní výhře 2:1 na Vicente Calderón, stadionu madridského Atlética. Své kvality potvrdil během El Clásica odehraném 29. listopadu, během něhož dominantní Barcelona uštědřila Realu – nově vedenému trenérem José Mourinhem – debakl 5:0. Opětovně si vysloužil nominaci na Zlatý míč, který za rok 2010 znovu dostal Messi. Iniesta se umístil druhý. V repríze finále Ligy mistrů z roku 2009 se Barcelona znovu postavila Manchesteru United. Na stadionu Wembley 28. května 2011 znovu vyhrála o dva góly, tentokrát 3:1. Iniesta se pod výsledkem podepsal asistencí na gól Messiho, který změnil skóre na 2:1.
V srpnu 2011 sehrál obě superpohárová utkání v rámci Supercopa de España. Po úvodním duelu (remíza 2:2) předvedl v odvetném utkání hraném o tři dny později nadprůměrný výkon a jedním gólem pomohl vyhrát 3:2 a získat první trofej sezóny 2011/12. V tomtéž měsíci na stadionu Stade Louis II. v Monaku byl po duelu o Superpohár UEFA proti Portu vyhlášen po výhře 2:0 nejlepším hráčem utkání. Katalánský klub tuto trofej získal počtvrté. Povedený gól po „narážečkách“ s Messim vstřelil ve vítězném (2:0) skupinovém utkání Ligy mistrů proti Viktorii Plzeň 19. října. V průběhu prosince se Iniesta podílel na úspěchu na Mistrovství světa klubů. Ve finále proti Santosu pomohl k výhře 4:0 nad brazilským klubem a Barcelona vybojovala pátou trofej v kalendářním roce 2011.
V domácí odvetě osmifinále Ligy mistrů 7. března 2012 proti Leverkusenu se podílel na výhře 7:1 jednou asistencí. Po ligovém vítězství 2:0 na hřišti Sevilly 17. března vyrovnal rekord Emilia Butragueña, když v 50 po sobě jdoucích utkání La Ligy neprohrál. Iniestův gól do sítě AC Milán 3. dubna nasměroval tým k postupové výhře 3:1. Barcelona se tímto stala teprve druhým týmem, který se mezi poslední čtyři dostal popáté v řadě. Již v úvodní fázi prvního semifinále na půdě Chelsea 18. dubna se podílel na vytvoření nadějných střeleckých příležitostí. Po jeho centru na Alexise Sáncheze trefil Chilan břevno. Po prohře 0:1 musel Iniesta se spoluhráči dohánět manko a sám tomu napomohl vstřelením branky na 2:0. Londýnské mužstvo se vzmohlo na obrat, vyrovnalo v závěrečných minutách na 2:2 a postoupilo.
Na konci srpna 2012 se po hlasování vybraných renomovaných sportovních novinářů stal vítězem ceny UEFA pro nejlepšího fotbalistu roku udělenou za předešlou sezónu za výkony v rozličných soutěžích na klubové i reprezentační scéně. Až za ním se umístili vítězové z předešlých let Messi a Ronaldo. Po šesti letech byla Barcelona přemožena v utkání skupiny Ligy mistrů, když 7. listopadu odjížděla po výsledku 1:2 bez bodu z půdy Celtiku. Byl u všech čtyř gólů dopravených 25. listopadu do branky Levante. Jeden gól vstřelil a na zbylé tři asistoval. V anketě Zlatý míč FIFA za uplynulý rok skončil třetí. Uspěl však v anketě Mezinárodní federace fotbalových historiků a statistiků (IFFHS), která jej vyhlásila nejlepším tvůrcem hry.
Dne 19. ledna 2013 čekala Barcelonu první ligová prohra sezóny 2012/13. Stalo se tak po výsledku 2:3 v utkání na půdě Realu Sociedad. V dubnu pomohl postoupit přes Paris Saint-Germain a Barcelona tak hrála semifinále Ligy mistrů pošesté v řadě. Utkání proti Bayernu Mnichov skončilo porážkami 0:4 a 0:3 a první domácí porážkou v soutěži od října 2009. Iniestův přínos týmu byl omezen, neboť jej důsledně hlídal soupeřův záložník, Španěl Javi Martínez. Jako kapitán dovedl Barcelonu k výhře 2:1 na hřišti Atlétika Madrid ve 35. kole odehraném 12. května, která zajistila mistrovský titul po roční odmlce.
Během jarního El Clásica 23. března 2014 otevíral skóre po průnikové nahrávce Messiho při ligové výhře 4:3 na půdě madridského soupeře. V dubnu 2014 v prvním utkání čtvrtfinále Ligy mistrů odehrál Iniesta jubilejní 500. utkání ve dresu Barcelony.
Po příchodu trenéra Luise Enriqueho – bývalého fotbalistu Barcelony, s nímž se Iniesta setkával jako dorostenec – se jeho role změnila. V záloze začal hrát níže a postupem času více přebíral Xaviho roli včetně role kapitána. Stárnoucího Xaviho v sestavě nahrazoval nově příchozí Ivan Rakitić. Pod Enriquem se tým prezentoval více přímou ofenzivní hrou. Ve skupinovém střetu Ligy mistrů na půdě Paris Saint-Germain (prohra 2:3) dne 30. září 2014 vkročil Iniesta do jeho 100. utkání v této soutěži. V El Clásicu proti Realu Madrid 25. října 2014 výkonnostně nestačil na soupeřovu záložní řadu Modrić—Kroos—Isco, zejména pak na mladého talentovaného Isca, pro něhož byl Iniesta vzorem, a který se snažil prosadit i do národního týmu. Ten u třetího gólu využil Iniestovy chyby a Barcelona prohrála 1:3. Připsala si tak první porážku v sezóně 2014/15. Zranění lýtka mu nedovolilo utkání dohrát a chyběl v následujících utkáních včetně následné domácí ligové prohry 0:1 proti Celta Vigo, po níž se objevovaly názory, zdali již záloha Xavi—Iniesta—Busquets nemá to nejlepší za sebou. Iniesta oproti předchozím rokům nepatřil mezi nejvytíženější hráče a počet jeho gólů a asistencí se snížil – nadpoloviční většinu jich zaznamenal v prosincovém dvojzápase šestnáctifinále Copa del Rey proti třetiligové Huesce. Na méně povedené výkony dal zapomenout v dubnovém čtvrtfinále Ligy mistrů proti Paris Saint-Germain. Barcelona zvládla obě utkání, vyhrála 3:1 a 2:0. V domácí odvetě se Iniesta umně otočil s balónem na vlastní půlce za soupeřova tlaku, přešel „slalomem“ přes tři hráče na druhou polovinu hřiště a přihrál na gól Neymarovi. Na Olympijském stadionu v Berlíně nastoupil do finále Ligy mistrů, v němž Barcelona 6. června 2015 čelila Juventusu. Po pěti minutách nahrával na první gól Rakitićovi a stal se prvním fotbalistou s asistencí ve třech finálových střetnutích této evropské klubové soutěže. Barcelona zvítězila 3:1 s Iniestou vyhlášeným nejlepším hráčem utkání. Trofej v Lize mistrů získala popáté. Ziskem treblu navázala na počin z roku 2009 a stala se prvním klubem, kterému se zisk treblu povedl dvakrát. Iniesta byl se šesti spoluhráči u obou z těchto úspěchů a s některými z nich vyrovnal rekord Clarence Seedorfa, který v novodobé éře vyhrál Ligu mistrů čtyřikrát.
Dne 27. dubna 2018 oznámil svůj konec v Barceloně, ve které strávil 22 let.
Iniesta zamířil do Japonska, klub Vissel Kóbe s ním podepsal smlouvu na tři roky. Vissel Kóbe pomohl poprvé se kvalifikovat do asijské Ligy mistrů AFC, v níž s týmem dosáhl semifinále. Dne 11. května 2021 Iniesta podepsal smlouvu na další dvě sezóny.
Na začátku srpna 2023 zamířil do Spojených arabských emirátů, a to do klubu Emirates Club z města Rás al-Chajma.
Na začátku října 2024 psala média o jeho záměru ukončit aktivní kariéru. Dne 7. října to skrze sociální sítě oznámil i sám hráč.

## Reprezentační kariéra
Hrál za Španělsko U16, U19 a U21.
V A-mužstvu Španělska přezdívaném La Furia Roja debutoval 27. 5. 2006 v Albacete v přátelském zápase proti týmu Ruska (remíza 0:0).
Byl nominován na MS 2006 v Německu, kde odehrál jeden zápas proti Saúdské Arábii (výhra 1:0). Pomohl Španělsku při kvalifikaci na EURO 2008, a měl důležitou roli na kraji hřiště na závěrečném turnaji, který Španělé vyhráli. Odehrál všechny zápasy a byl nominován do UEFA Tým turnaje. Iniesta byl nominován na MS 2010 a byl klíčovým hráčem úspěšného Španělska. Dal vítězný gól se finále proti Nizozemsku, také byl vyhlášen Mužem zápasu a nominován do All-Star Týmu turnaje. Byl také Mužem zápasu ve dvou dalších zápasech turnaje. Díky vítězství Španělska na ME 2012 byl Iniesta vyhlášen „Hráčem turnaje“.
Trenér Vicente del Bosque jej vzal na Mistrovství světa 2014 v Brazílii, kde Španělé jakožto obhájci titulu vypadli po dvou porážkách a jedné výhře již v základní skupině B.
Vicente del Bosque jej nominoval i na EURO 2016 ve Francii, kde byli Španělé vyřazeni v osmifinále Itálií po porážce 0:2.

## Styl hry
Stejně jako jeho spoluhráč z La Masie Francesc Fàbregas, začínal původně Iniesta jako defenzivní záložník, ale jeho rovnováha, kontrola míče a hbitost spojená s jeho technikou z něj udělala záložníka ofenzivního. Na druhou stranu, jeho obrovský talent byl ovlivněn v brzkém věku skauty FC Barcelony. Byla to jeho všestrannost, morálka a vynalézavost, která mu umožnila probojovat se do prvního týmu už v 18 letech. Vicente del Bosque ho popsal jako "kompletního fotbalistu. Umí útočit stejně tak, jako bránit, tvořit hru stejně jako skórovat," a Frank Rijkaard řekl: "Postavil jsem ho jako falešné křídlo, středního záložníka, defenzivního záložníka či druhého útočníka a on byl vždycky famózní."

## Osobní život
Od roku 2008 je Iniesta ve vztahu s Annou Ortiz, 3. 4. 2011 se jim narodila dcera Valerie. Manželství uzavřeli 8. července 2012, po vítězném mistrovství Evropy. Mezi svatebčany byli někteří z Iniestových klubových i reprezentačních spoluhráčů (mimo jiné Messi, Piqué, Xavi, Eto'o nebo Casillas). V roce 2015 se jim narodil syn Paolo Andrea. Později se narodili dcera Siena (2017), syn Romeo (2019) a další dcera Olimpia (2023). Iniesta je katolík.
V rozmezí let 2009 a 2010 trpěl depresemi způsobenými vícero příčinami, od vlastních zranění po smrt blízkého přítele a fotbalisty Dani Jarqueho. Sám to označil za: „ne přímo deprese ani vyloženě nemoc, ale pocit stísněnosti“ a dodal, že: „Bylo to, jako když nic není, tak jak má být.“ Později vyhledal odbornou pomoc.
V roce 2011 vypomohl svému mateřskému klubu Albacete Balompié, tu dobu hrající třetí ligu, který se ocitl ve finančních potížích. Nakoupil akcie za 420 tisíc eur (mezi 10-11 miliony korun).

## Statistiky
Aktualizováno: 9. října 2021
| Klub             | Sezóna           | Liga   | Liga | Pohár  | Pohár | Kontinentální poháry | Kontinentální poháry | Ostatní | Ostatní | Celkem | Celkem |
| Klub             | Sezóna           | Starty | Góly | Starty | Góly  | Starty               | Góly                 | Starty  | Góly    | Starty | Góly   |
| ---------------- | ---------------- | ------ | ---- | ------ | ----- | -------------------- | -------------------- | ------- | ------- | ------ | ------ |
| Barcelona B      | 2000–01          | 10     | 0    | –      | –     | –                    | –                    | –       | –       | 10     | 0      |
| Barcelona B      | 2001–02          | 30     | 2    | –      | –     | –                    | –                    | –       | –       | 30     | 2      |
| Barcelona B      | 2002-03          | 14     | 3    | –      | –     | –                    | –                    | –       | –       | 14     | 3      |
| Barcelona B      | Celkem           | 54     | 5    | –      | –     | –                    | –                    | –       | –       | 54     | 5      |
| Barcelona        | 2002–03          | 6      | 0    | 0      | 0     | 3                    | 0                    | –       | –       | 9      | 0      |
| Barcelona        | 2003–04          | 11     | 1    | 3      | 1     | 3                    | 0                    | –       | –       | 17     | 2      |
| Barcelona        | 2004–05          | 37     | 2    | 1      | 0     | 8                    | 0                    | –       | –       | 46     | 2      |
| Barcelona        | 2005–06          | 33     | 0    | 4      | 0     | 11                   | 1                    | 1       | 0       | 49     | 1      |
| Barcelona        | 2006–07          | 37     | 6    | 6      | 1     | 8                    | 2                    | 5       | 0       | 56     | 9      |
| Barcelona        | 2007–08          | 31     | 3    | 7      | 0     | 11                   | 1                    | –       | –       | 49     | 4      |
| Barcelona        | 2008–09          | 26     | 4    | 6      | 0     | 11                   | 1                    | –       | –       | 43     | 5      |
| Barcelona        | 2009–10          | 36     | 1    | 12     | 0     | 9                    | 0                    | 1       | 0       | 42     | 1      |
| Barcelona        | 2010–11          | 34     | 8    | 5      | 0     | 10                   | 1                    | 1       | 0       | 50     | 9      |
| Barcelona        | 2011–12          | 27     | 2    | 6      | 2     | 8                    | 3                    | 5       | 1       | 46     | 8      |
| Barcelona        | 2012–13          | 31     | 3    | 5      | 2     | 9                    | 1                    | 2       | 0       | 48     | 6      |
| Barcelona        | 2013–14          | 35     | 3    | 6      | 0     | 9                    | 0                    | 2       | 0       | 52     | 3      |
| Barcelona        | 2014–15          | 24     | 0    | 7      | 3     | 11                   | 0                    | –       | –       | 42     | 3      |
| Barcelona        | 2015–16          | 28     | 1    | 4      | 0     | 7                    | 0                    | 5       | 0       | 44     | 1      |
| Barcelona        | 2016–17          | 23     | 0    | 5      | 0     | 8                    | 1                    | 1       | 0       | 37     | 1      |
| Barcelona        | 2017–18          | 30     | 1    | 5      | 1     | 8                    | 0                    | 1       | 0       | 44     | 2      |
| Barcelona        | Celkem           | 442    | 35   | 73     | 10    | 135                  | 11                   | 24      | 1       | 674    | 57     |
| Vissel Kóbe      | 2018             | 14     | 3    | 1      | 0     | –                    | –                    | –       | –       | 15     | 3      |
| Vissel Kóbe      | 2019             | 23     | 6    | 2      | 1     | –                    | –                    | –       | –       | 25     | 7      |
| Vissel Kóbe      | 2020             | 26     | 4    | 1      | 0     | 7                    | 2                    | 1       | 0       | 34     | 6      |
| Vissel Kóbe      | 2021             | 17     | 4    | 3      | 1     | 0                    | 0                    | 0       | 0       | 20     | 5      |
| Celkem           | Celkem           | 80     | 17   | 7      | 2     | 7                    | 2                    | 1       | 0       | 75     | 16     |
| Celkem v kariéře | Celkem v kariéře | 559    | 53   | 77     | 11    | 143                  | 13                   | 25      | 1       | 804    | 78     |

### Reprezentační góly
| #   | Datum              | Stadion                                           | Soupeř     | Gól   | Výsledek | Soutěž                                                  |
| --- | ------------------ | ------------------------------------------------- | ---------- | ----- | -------- | ------------------------------------------------------- |
| 1.  | 7. únor 2007       | Old Trafford, Manchester, Anglie                  | Anglie     | 1 – 0 | 1–0      | Přátelský zápas                                         |
| 2.  | 28. březen 2007    | ONO Estadi, Palma de Mallorca, Španělsko          | Island     | 1 – 0 | 1–0      | Kvalifikace na Mistrovství Evropy ve fotbale 2008       |
| 3.  | 8. září 2007       | Laugardalsvöllur, Reykjavík, Island               | Island     | 1 – 0 | 1–1      | Kvalifikace na Mistrovství Evropy ve fotbale 2008       |
| 4.  | 17. listopad 2007  | Santiago Bernabéu, Madrid, Španělsko              | Švédsko    | 2 – 0 | 3–0      | Kvalifikace na Mistrovství Evropy ve fotbale 2008       |
| 5.  | 15. říjen 2008     | King Baudouin Stadium, Brusel, Belgie             | Belgie     | 1 – 1 | 2–1      | Kvalifikace na Mistrovství světa ve fotbale 2010 (UEFA) |
| 6.  | 25. červen 2010    | Loftus Versfeld Stadium, Pretoria, JAR            | Chile      | 2 – 0 | 2–1      | Mistrovství světa ve fotbale 2010                       |
| 7.  | 11. červenec 2010  | Soccer City, Johannesburg, JAR                    | Nizozemsko | 1 – 0 | 1–0      | Mistrovství světa ve fotbale 2010                       |
| 8.  | 12. října 2010     | Hampden Park, Glasgow, Skotsko                    | Skotsko    | 2 – 0 | 3–2      | Kvalifikace na Mistrovství Evropy ve fotbale 2012       |
| 9.  | 2. září 2011       | AFG Arena, St. Gallen, Švýcarsko                  | Chile      | 2 – 1 | 2–3      | Přátelský zápas                                         |
| 10. | 29. únor 2012      | Estadio La Rosaleda, Malaga, Španělsko            | Venezuela  | 1 – 0 | 5–0      | Přátelský zápas                                         |
| 11. | 30. květen 2014    | Estadio Ramón Sánchez Pizjuán, Sevilla, Španělsko | Bolívie    | 2 – 0 | 2–0      | Přátelský zápas                                         |
| 12. | 5. září 2015       | Carlos Tartiere Stadium, Oviedo, Španělsko        | Slovensko  | 2 – 0 | 2–0      | Kvalifikace na Mistrovství Evropy ve fotbale 2016       |
| 13. | 11. listopadu 2017 | La Rosaleda Stadium, Malaga, Španělsko            | Kostarika  | 5 – 0 | 5–0      | Přátelský zápas                                         |

## Úspěchy

### Klubové
FC Barcelona
- vítěz španělské Primery División / La Ligy (9×) – 2004/05, 2005/06, 2008/09, 2009/10, 2010/11, 2012/13, 2014/15, 2015/16, 2017/18
- vítěz španělského poháru Copa del Rey (6×) – 2008/09, 2011/12, 2014/15, 2015/16, 2016/17, 2017/18
- vítěz španělského superpoháru Supercopa de España (6×) – 2005, 2006, 2010, 2011, 2013, 2016
- vítěz Ligy mistrů UEFA (4×) – 2005/06, 2008/09, 2010/11, 2014/15
- vítěz evropského Superpoháru UEFA (2×) – 2011, 2015
- vítěz Mistrovství světa klubů FIFA (3×) – 2009, 2011, 2015

Vissel Kóbe
- vítěz japonského Císařského poháru (1×) – 2019
- vítěz Japonského superpoháru (1×) – 2020

### Reprezentační
Španělská reprezentace do 16 let (Španělsko U16)
- vítěz Mistrovství Evropy hráčů do 16 let (1×) – 2001

Španělská reprezentace do 19 let (Španělsko U19)
- vítěz Mistrovství Evropy hráčů do 19 let (1×) – 2002

Španělská reprezentace
- vítěz Mistrovství světa (1×) – 2010
- vítěz Mistrovství Evropy (2×) – 2008, 2012

### Individuální
- Fotbalista roku UEFA – 2012[83]
- Nejlepší hráč Mistrovství Evropy / UEFA Euro – 2012[84][83]
- Nejlepší tým Mistrovství Evropy / UEFA Euro – 2008,[85] 2012[86]
- Nejlepší tým Mistrovství světa podle fanoušků / „Tým snů“ (FIFA.com Fan Dream Team) – 2010[87]
- Stříbrný míč pro druhého nejlepšího hráče Konfederačního poháru FIFA (adidas Silver Ball) – 2013[88]

- Nejlepší tým roku UEFA podle fanoušků (UEFA.com Fans' Team of the Year) – 2009, 2010, 2011, 2012, 2015, 2016[83]
- Sestava sezóny Ligy mistrů UEFA – 2014/15,[89] 2015/16[90]
- Golden Foot – 2014[91]
- Nejlepší tvůrce hry na světě podle IFFHS – 2012[53]
- Nejlepší nahrávač La Ligy – 2012/13 (15 asistencí)[92]
- Nejlepší záložník sezóny La Ligy – 2008/09, 2010/11, 2011/12, 2012/13, 2013/14[93]
- Nejlepší jedenáctka La Ligy podle fanoušků – 2015/16[94]
- Nejlepší jedenáctka podle ESM – 2010/11,[95] 2017/18
- Světová jedenáctka FIFA FIFPro (9×) – 2009, 2010, 2011, 2012, 2013, 2014, 2015,[96] 2016,[97] 2017[98]
- Světová jedenáctka France Football – 2015[99]
- Nejlepší tým desetiletí na světě podle IFFHS – 2011–2020[100]
- Nejlepší tým desetiletí zóny UEFA podle IFFHS – 2011–2020[101]

## Zajímavosti
Po tomto fotbalistovi byl v roce 2021 pojmenován původce zkamenělých dinosauřích stop, objevených v Burgosu: Iniestapodus burgensis.